# Devgadbaria
Devgadbaria è una suddivisione dell'India, classificata come municipality, di 19.201 abitanti, situata nel distretto di Dahod, nello stato federato del Gujarat. In base al numero di abitanti la città rientra nella classe IV (da 10.000 a 19.999 persone).

## Geografia fisica
La città è situata a 22° 41' 60 N e 73° 54' 0 E e ha un'altitudine di 168 m s.l.m..

## Società

### Evoluzione demografica
Al censimento del 2001 la popolazione di Devgadbaria assommava a 19.201 persone, delle quali 9.757 maschi e 9.444 femmine. I bambini di età inferiore o uguale ai sei anni assommavano a 2.834, dei quali 1.480 maschi e 1.354 femmine. Infine, coloro che erano in grado di saper almeno leggere e scrivere erano 11.807, dei quali 6.836 maschi e 4.971 femmine.